# Constitutions des États des États-Unis

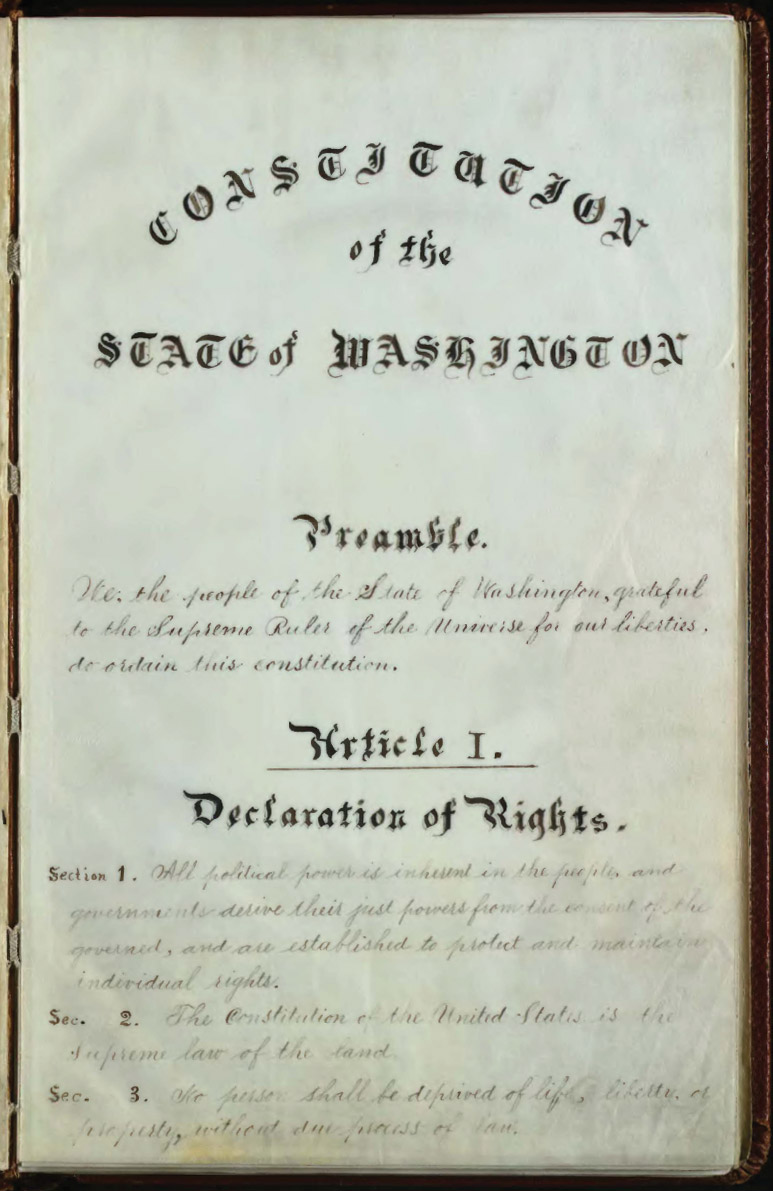
Première page de la Constitution de l'État de Washington datant de 1889.

Aux États-Unis, chaque État a sa propre constitution.
Généralement, elles ont une longueur supérieure aux 8 500 mots de la constitution fédérale et sont plus détaillées en ce qui concerne les relations au jour le jour entre le gouvernement et la population. La plus courte est la Constitution du Vermont, adoptée en 1793, qui a actuellement 8 295 mots. La plus longue est la sixième et actuelle version de la Constitution de l'Alabama, ratifiée en 1901, avec 357 157 mots. Les deux types de constitutions, fédérale et d'États, sont des textes organiques : elles sont les plans fondamentaux pour les organisations juridiques et politiques des États-Unis et des États.
Le dixième amendement de la Constitution des États-Unis, dans la partie de la Déclaration des Droits, prévoit que « Les pouvoirs qui ne sont pas délégués aux États-Unis par la Constitution, ni refusés par elle aux États, sont réservés aux États ou au peuple. ». La clause garantie de l'article IV de la Constitution des États-Unis dispose que « Les États-Unis garantiront à chaque État de l'Union une forme républicaine de gouvernement. ». Ces deux dispositions indiquent que les États ne cédaient pas leur pouvoir à adopter une constitution, documentation fondamentale des lois d'État, lorsque la Constitution des États-Unis a été adoptée.
En général, les constitutions des États abordent un large éventail de questions jugées par les États comme ayant une importance suffisante pour y être incluses dans la Constitution plutôt que dans une loi ordinaire. Souvent inspirées par la Constitution fédérale, elles définissent la structure du gouvernement de l'État et généralement établissent une charte des droits et libertés, un pouvoir exécutif dirigé par le gouverneur (et souvent un ou plusieurs autres officiers constitutionnels (en), comme un lieutenant-gouverneur ou un procureur général d'État), une législature d'État et une cour d'État, incluant une cour suprême d'État (certains États ont deux tribunaux de grande instance, l'un pour les affaires civiles, l'autre pour les affaires pénales).
Certains États autorisent les amendements par initiative (en) (référendum).
De nombreux États ont eu plusieurs constitutions au cours de leur histoire.

## Constitutions d'État
À noter que les constitutions des États avant leur admission au sein de l'Union et les constitutions durant la guerre de Sécession ne sont pas comptées.
| №   | Nom officiel                                                                 | Entrée en vigueur  | Notes       |
| --- | ---------------------------------------------------------------------------- | ------------------ | ----------- |
| 6e  | Constitution de l'État de l'Alabama                                          | 28 novembre 1901   |             |
| 1re | Constitution de l'État de l'Alaska (en)                                      | 3 janvier 1959     |             |
| 1re | Constitution de l'État de l'Arizona (en)                                     | 14 février 1912    |             |
| 4e  | Constitution de l'État de l'Arkansas (en)                                    | 13 octobre 1874    |             |
| 2e  | Constitution de l'État de la Californie                                      | 1er janvier 1880   |             |
| 4e  | Constitution de l'État de Caroline du Nord (en)                              | 1er juillet 1971   |             |
| 6e  | Constitution de l'État de Caroline du Sud (en)                               | 1er janvier 1896   |             |
| 1re | Constitution de l'État du Colorado (en)                                      | 1er août 1876      |             |
| 2e  | Constitution de l'État du Connecticut (en)                                   | 30 décembre 1965   |             |
| 1re | Constitution de l'État du Dakota du Nord (en)                                | 2 novembre 1889    |             |
| 4e  | Constitution de l'État du Delaware (en)                                      | 10 juin 1897       |             |
| 5e  | Constitution de l'État de Floride                                            | 7 janvier 1969     |             |
| 9e  | Constitution de l'État de la Géorgie (en)                                    | 1er juillet 1983   |             |
| 1re | Constitution de l'État d'Hawaï (en)                                          | 21 août 1959       | [ note 3 ]  |
| 1re | Constitution de l'État de l'Idaho (en)                                       | 3 juillet 1890     |             |
| 4e  | Constitution de l'État de l'Illinois                                         | 1er juillet 1971   |             |
| 2e  | Constitution de l'État de l'Indiana                                          | 1er novembre 1851  |             |
| 2e  | Constitution de l'État de l'Iowa (en)                                        | 3 août 1857        |             |
| 1re | Constitution de l'État du Kansas (en)                                        | 29 janvier 1861    | [ note 4 ]  |
| 4e  | Constitution du Commonwealth du Kentucky                                     | 3 août 1891        |             |
| 9e  | Constitution de l'État de la Louisiane (en)                                  | 1er janvier 1975   |             |
| 1re | Constitution de l'État du Maine (en)                                         | 3 mars 1820        | [ note 5 ]  |
| 4e  | Constitution de l'État du Maryland (en)                                      | 5 octobre 1867     |             |
| 1re | Constitution du Commonwealth du Massachusetts                                | 25 octobre 1780    | [ note 6 ]  |
| 4e  | Constitution de l'État du Michigan                                           | 1er janvier 1964   |             |
| 1re | Constitution de l'État du Minnesota (en)                                     | 11 mai 1858        |             |
| 4e  | Constitution de l'État du Mississippi (en)                                   | 1er novembre 1890  |             |
| 4e  | Constitution de l'État du Missouri (en)                                      | 30 mars 1945       |             |
| 2e  | Constitution de l'État du Montana (en)                                       | 1er juillet 1973   |             |
| 2e  | Constitution de l'État du Nebraska (en)                                      | 1er novembre 1875  |             |
| 1re | Constitution de l'État du Nevada (en)                                        | 31 octobre 1864    |             |
| 3e  | Constitution de l'État du New Hampshire (en)                                 | 5 juin 1793        | [ note 7 ]  |
| 3e  | Constitution de l'État du New Jersey (en)                                    | 1er janvier 1948   |             |
| 4e  | Constitution de l'État de New York (en)                                      | 1er janvier 1895   | [ note 8 ]  |
| 1re | Constitution de l'État du Nouveau-Mexique (en)                               | 6 janvier 1912     |             |
| 2e  | Constitution de l'État de l'Ohio (en)                                        | 1er septembre 1851 |             |
| 1re | Constitution de l'État de l'Oklahoma (en)                                    | 16 novembre 1907   |             |
| 1re | Constitution de l'État de l'Oregon (en)                                      | 14 février 1859    |             |
| 4e  | Constitution du Commonwealth de Pennsylvanie (en)                            | 1er janvier 1874   | [ note 9 ]  |
| 2e  | Constitution de l'État de Rhode Island et des Plantations de Providence (en) | 2 mai 1843         |             |
| 1re | Constitution de l'État du Dakota du Sud (en)                                 | 2 novembre 1889    |             |
| 3e  | Constitution de l'État du Tennessee (en)                                     | 26 mars 1870       |             |
| 4e  | Constitution de l'État du Texas                                              | 17 février 1876    | [ note 10 ] |
| 1re | Constitution de l'État de l'Utah (en)                                        | 4 janvier 1896     |             |
| 1re | Constitution de l'État du Vermont                                            | 9 juillet 1793     | [ note 11 ] |
| 7e  | Constitution du Commonwealth de Virginie                                     | 1er juillet 1971   |             |
| 2e  | Constitution de l'État de la Virginie-Occidentale (en)                       | 22 août 1872       |             |
| 1re | Constitution de l'État de Washington (en)                                    | 11 novembre 1889   |             |
| 1re | Constitution de l'État du Wisconsin (en)                                     | 29 mai 1848        |             |
| 1re | Constitution de l'État du Wyoming (en)                                       | 10 juillet 1890    |             |

### Charte du district fédéral
| №   | Nom officiel                        | Entrée en vigueur | Notes |
| --- | ----------------------------------- | ----------------- | ----- |
| 1re | Charte du District de Columbia (en) | 24 décembre 1973  |       |

### Actes organiques
- Guam ne possède pas sa propre constitution mais fonctionne sous l'Acte organique de Guam de 1950 (en) et d'autres statuts fédéraux.
- Les îles Vierges des États-Unis, territoire organisé non incorporé, ne possède pas sa propre constitution mais fonctionne sous différents statuts fédéraux.